# Dongcheng (köpinghuvudort i Kina, Zhejiang Sheng, lat 28,93, long 121,27)
Dongcheng (kinesiska: 东塍, 东塍镇) är en köpinghuvudort i Kina. Den ligger i provinsen Zhejiang, i den östra delen av landet, omkring 180 kilometer sydost om provinshuvudstaden Hangzhou. Antalet invånare är 51 297. Befolkningen består av 25 291 kvinnor och 26 006 män. Barn under 15 år utgör 16,0 %, vuxna 15-64 år 71 %, och äldre över 65 år 11,0 %.
Runt Dongcheng är det tätbefolkat, med 411 invånare per kvadratkilometer. Närmaste större samhälle är Gucheng, 17,4 km sydväst om Dongcheng. I omgivningarna runt Dongcheng växer i huvudsak blandskog.
Genomsnittlig årsnederbörd är 2 144 millimeter. Den regnigaste månaden är augusti, med i genomsnitt 395 mm nederbörd, och den torraste är januari, med 73 mm nederbörd.